# Tyche clarionensis
Tyche clarionensis is een krabbensoort uit de familie van de Epialtidae. De wetenschappelijke naam van de soort is voor het eerst geldig gepubliceerd in 1958 door Garth.